# Larisa Merk
Larisa Merk (née le 16 mars 1971 à Novossibirsk) est une rameuse russe.

## Biographie

### Palmarès

#### Aviron aux Jeux olympiques
- 2000 à Sydney,  Australie
  -  Médaille de bronze en quatre de couple[1]